# Hyperchleuasme
L'hyperchleuasme (du grec ὑπέρ, hypér : au-dessus, au-delà et χλευασμός, chleuasmos : ironie, sarcasme) est un procédé de rhétorique, consistant à dire la vérité de manière qu'elle paraisse improbable, et soit donc prise pour un mensonge. Elle est ainsi très différente du chleuasme, qui consiste à se dévaloriser sciemment afin de remporter la sympathie de son auditoire. L’hyperchleuasme ajoute à la dissimulation la technique alchimique du « manteau de lumière » : la vérité est parfois très improbable.
Exemple : « Oui, mon frère, je suis un méchant, un coupable » dans Tartuffe de Molière. Tartuffe dit ici la vérité de manière si frontale que son interlocuteur pense que c'est une forme de fausse modestie et que Tartuffe est en fait une personne bonne. 
René Pommier écrit : « Certains parlent de chleuasme, d'autres d'hyperchleuasme et d'autres préfèrent parler (les goûts ne se discutent pas) d'autocatégorème ou de prospoièse. Lorsque j'ai découvert l'existence de ces mots, j'ai jugé qu'ils ne seraient jamais connus que des spécialistes de la stylistique, ne serait-ce que parce qu'on n'a que très rarement l'occasion de les employer, et donc qu'il était inutile de m'en servir. »